# Hypnorna cucujoides
Hypnorna cucujoides är en kackerlacksart som beskrevs av Walker, F. 1868. Hypnorna cucujoides ingår i släktet Hypnorna och familjen småkackerlackor. Inga underarter finns listade i Catalogue of Life.